# Pietro Badoglio
‎
Pietro Badoglio, italijanski maršal, politik in predsednik vlade Italije, * 28. september 1871, Grazzano Monferrato, † 1. november 1956, Grazzano Badoglio.
Badoglio je v abesinski vojni uporabljal bojne pline in obstreljeval tudi bolnišnice, vendar mu nikoli niso sodili za zločine, storjene v Afriki.

## Skici
1. 1 2  data.bnf.fr: platforma za odprte podatke — 2011.
2. 1 2  Encyclopædia Britannica
3. 1 2  Record #118646281 // Gemeinsame Normdatei — 2012—2016.
4. 1 2  Archivio Storico Ricordi — 1808.